# Draperstown
Draperstown (Iers: Baile na Crois) is een plaats in het Noord-Ierse County Londonderry.
Draperstown telt 1626 inwoners. Van de bevolking is 2,8% protestant en 96,7% katholiek.
Arghadowey · Ballykelly · Ballymaguigan · Ballyronan · Bellagy · Castledawson · Coleraine · Derry · Draperstown · Dumananagh · Dungiven · Eglinton · Feeny · Garvagh · Kilrea · Lavey · Limavady · Maghera · Magherafelt · Moneymore · Portstewart · Traad · Upperlands